# Latonia
Genre
Latonia est un genre d'amphibiens de la famille des Alytidae.

## Répartition
La seule espèce actuelle est endémique d'Israël.

## Liste des espèces
Selon Amphibian Species of the World (19 novembre 2016) :
- Latonia nigriventer (Mendelssohn & Steinitz, 1943)

et les espèces fossiles :
- †Latonia gigantea (Lartet 1851)
- †Latonia ragei Hossini, 1993
- †Latonia seyfriedi Meyer 1843
- †Latonia vertaizoni (Friant, 1944)

## Publication originale
- Meyer, 1843 : Neues Jahrbuch fur Mineralogie, Geognosie, Geologie und Petrefakten-Kunde. Stuttgart, vol. 1843, p. 579-590 (texte intégral).